# Johann Gottlieb Goldberg
Johann Gottlieb (Theophilus) Goldberg, także Gollberg, Goltberg (ochrzczony 14 marca 1727 w Gdańsku, zm. 13 kwietnia 1756 w Dreźnie) – niemiecki kompozytor i klawesynista.

## Życiorys
Uzdolnienia muzyczne wykazywał już jako dziecko. W wieku około 10 lat wraz ze swoim protektorem, hrabią Hermanem Karlem von Keyserlingem, wyjechał do Saksonii. Zgodnie z przekazami miał być uczniem Wilhelma Friedemanna Bacha w Dreźnie, a następnie w latach 1742–1743 także Johanna Sebastiana Bacha w Lipsku. Od 1751 roku do śmierci zatrudniony był na dworze hrabiego Henryka Brühla. Zmarł na gruźlicę. Komponował kantaty, ponadto jest autorem dwóch koncertów na klawesyn i instrumenty smyczkowe, utworów na instrumenty klawiszowe (sonaty, polonezy, wariacje), 6 triów na flet, skrzypce i basso continuo. W początkowym okresie twórczości nawiązywał do J.S. Bacha, późniejsze dzieła noszą cechy stylu galant.
Nazwisko Goldberga związane jest z nazwą skomponowanych przez J.S. Bacha Wariacji Goldbergowskich, które zgodnie z relacją Johanna Nikolausa Forkela miały być napisane jako lek na bezsenność dla hrabiego von Keyserlinga. Wiarygodność tej relacji i ewentualne wykonywanie tego utworu przez Goldberga są współcześnie podważane. Wiadomo jednak, że Goldberg otrzymał od Bacha kopię partytury.